# Montifringilla ruficollis
Montifringilla ruficollis là một loài chim trong họ Passeridae.